# 帕提亚贵族铜像

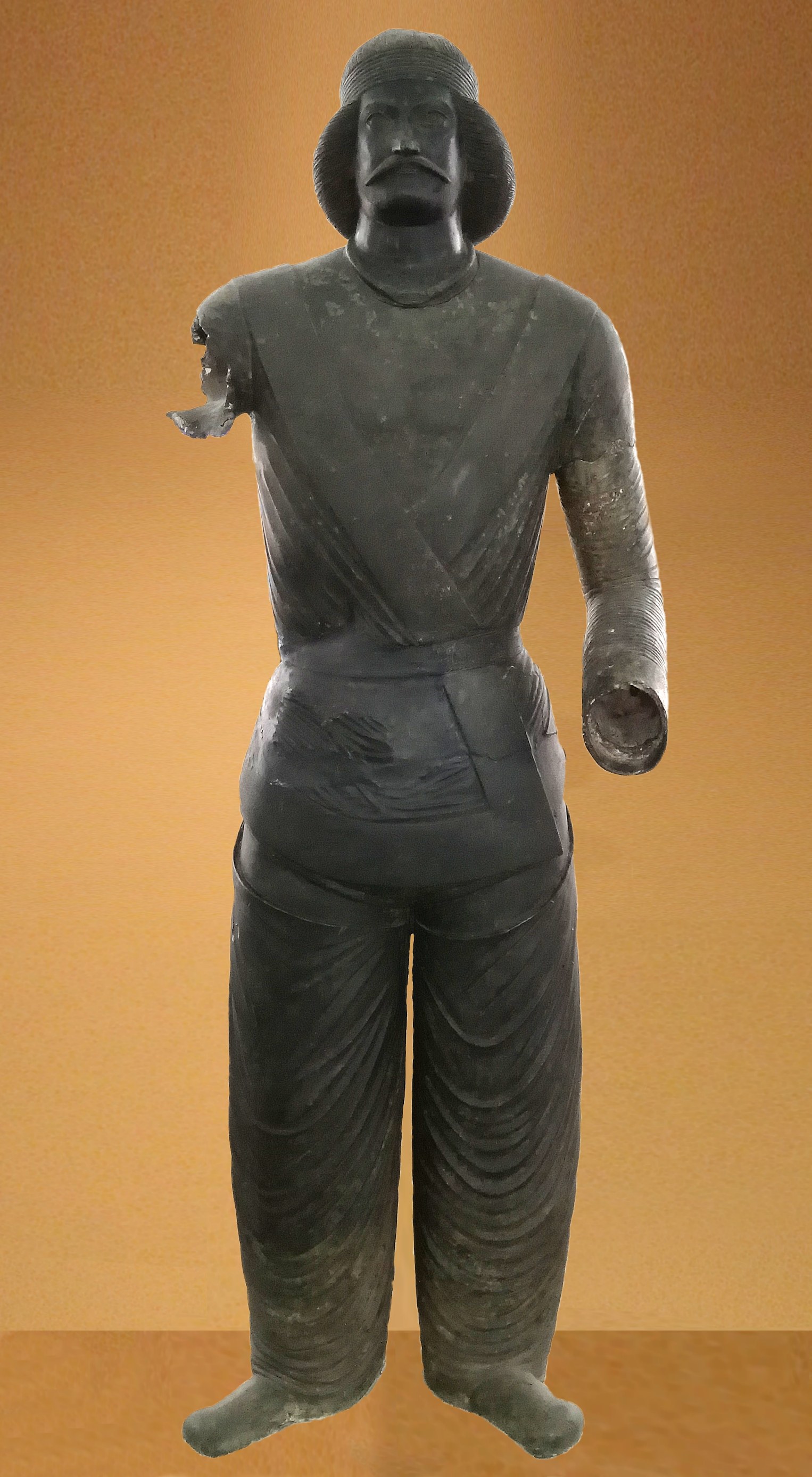
帕提亚贵族铜像，现藏于伊朗国家博物馆

帕提亚贵族铜像，也被称为沙米铜像。是现存的帕提亚帝国时期的雕像作品。发现于沙米古城（今伊朗胡齐斯坦省），目前收藏于伊朗国家博物馆（编号：2401）。
铜像高1.94m，是一位贵族男子的立像。该男子的头部相对于身体的其他部分来说有点不成比例的小，他的面部细节十分朴素，但有着一个引人注目的鹰钩鼻。他留着短胡须和浓密的小胡子，长头发遮住了耳朵。 除此之外，他的头上还系有一条宽丝带。他穿有一件V字开口的束腰外衣，下穿宽松的长裤。他脖子上戴着一条项链（也许是一个金属环）。铜像的左手和整条右臂都失踪了。在发现该铜像后，考古学家又在沙米古城中发掘出一条青铜手臂，这条手臂可能属于该铜像。
值得注意的是，该铜像的头部实在太小，并且和身体其他部分使用的青铜材料不一样，因此头部和身体可能是分开制作，并在沙米被拼到一起的。
从艺术层面上看，这尊铜像非常精美，引发了学者们对它的产地的广泛讨论。一些学者认为它是由希腊或罗马艺术家制作的。还有观点认为它是在巴尔米拉或由来自该城市的艺术家制作的，也有人提出它可能是在苏萨制作的。不过，该雕像的制作年代很难确定，学者们提出了从公元前2世纪到公元2世纪的种种可能，众说纷纭。

最早发现铜像的是一位当地农民，但该铜像最初应该被放置在沙米古城的一处圣所内，在那里出土了众多希腊风格的铜像。

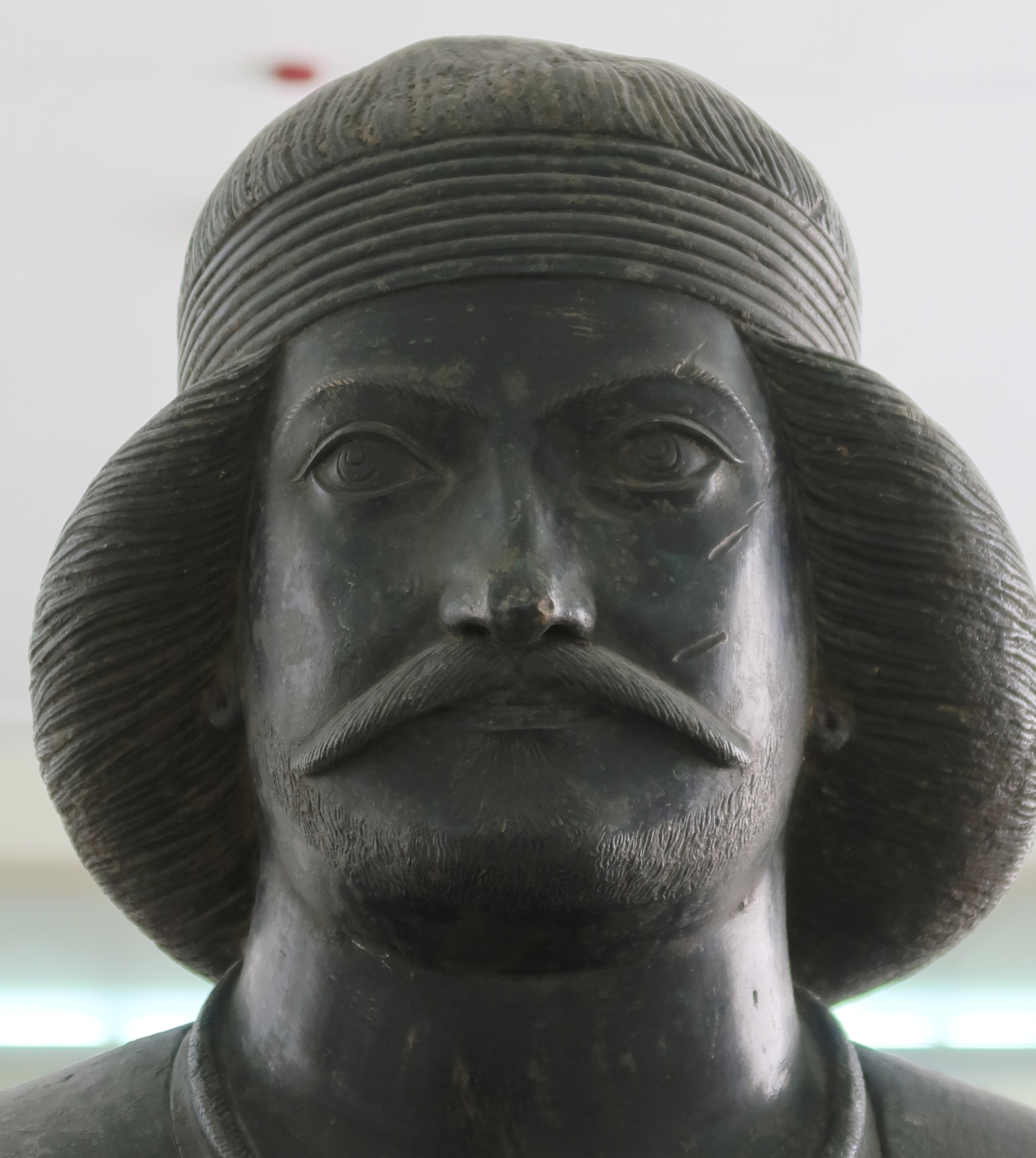
铜像脸部
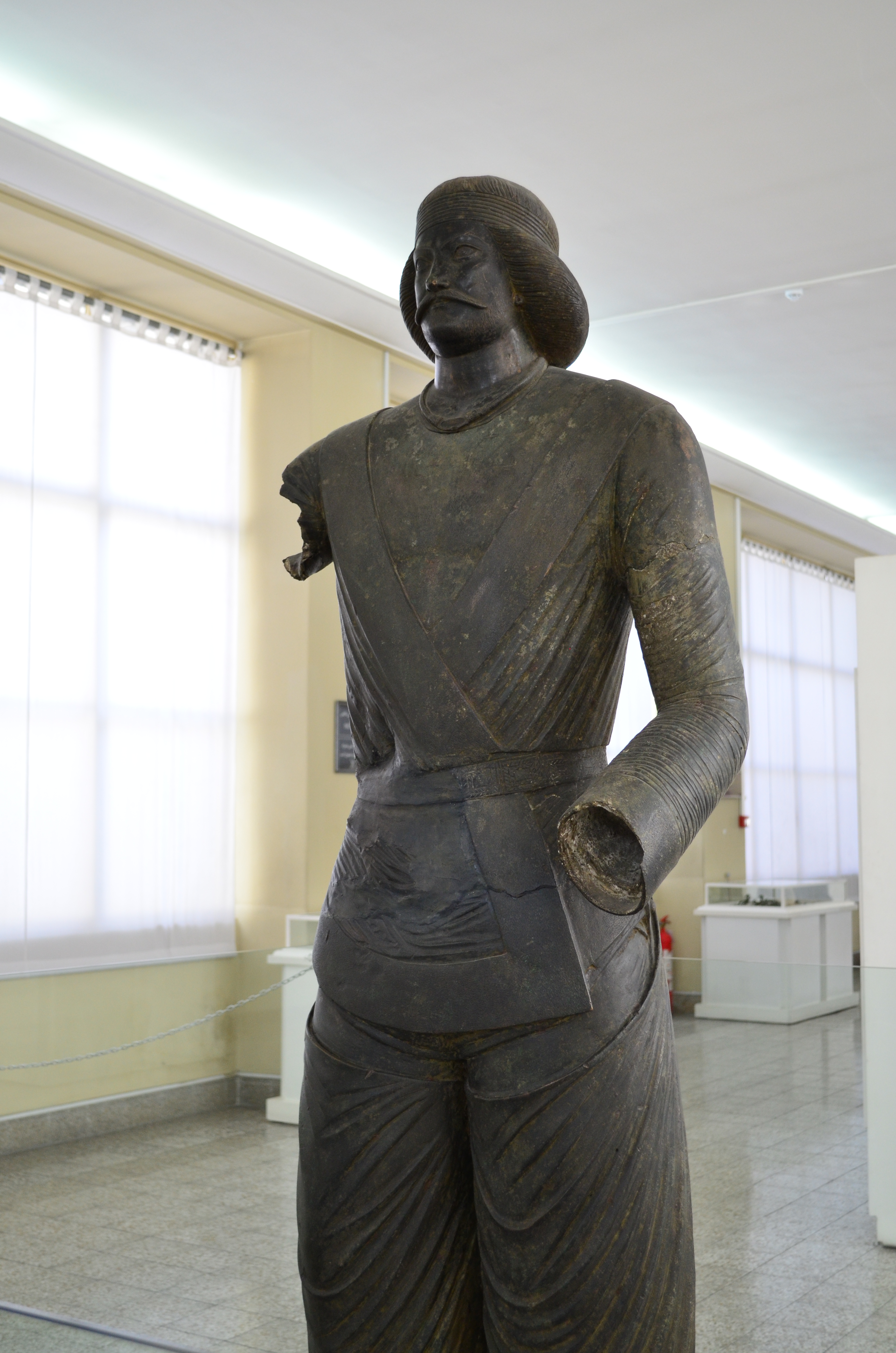
铜像全身角度